# Talsperre Folsom
Die Talsperre Folsom (englisch Folsom Dam) ist eine Talsperre mit Wasserkraftwerk im Sacramento County, Bundesstaat Kalifornien, USA. Sie staut den American River zu einem Stausee (engl. Folsom Lake) auf. Die Stadt Folsom liegt etwas flussabwärts der Talsperre.
Die Talsperre wurde in erster Linie als Hochwasserschutz für die Stadt Sacramento geplant; daneben dient sie auch der Stromerzeugung und der Trinkwasserversorgung. Mit dem Bau der Talsperre wurde 1948 begonnen. Sie wurde 1956 fertiggestellt. Die Talsperre wurde durch das United States Army Corps of Engineers errichtet; die Kosten für ihre Errichtung beliefen sich auf 81,5 Mio. USD. Die Talsperre ist im Besitz des United States Bureau of Reclamation (USBR) und wird auch vom USBR betrieben.

## Absperrbauwerk

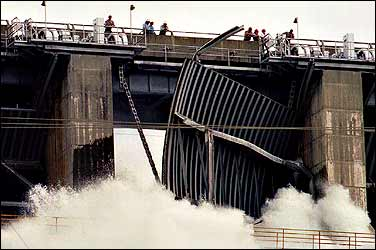
Das zerstörte Segmentwehr vom 17. Juli 1995

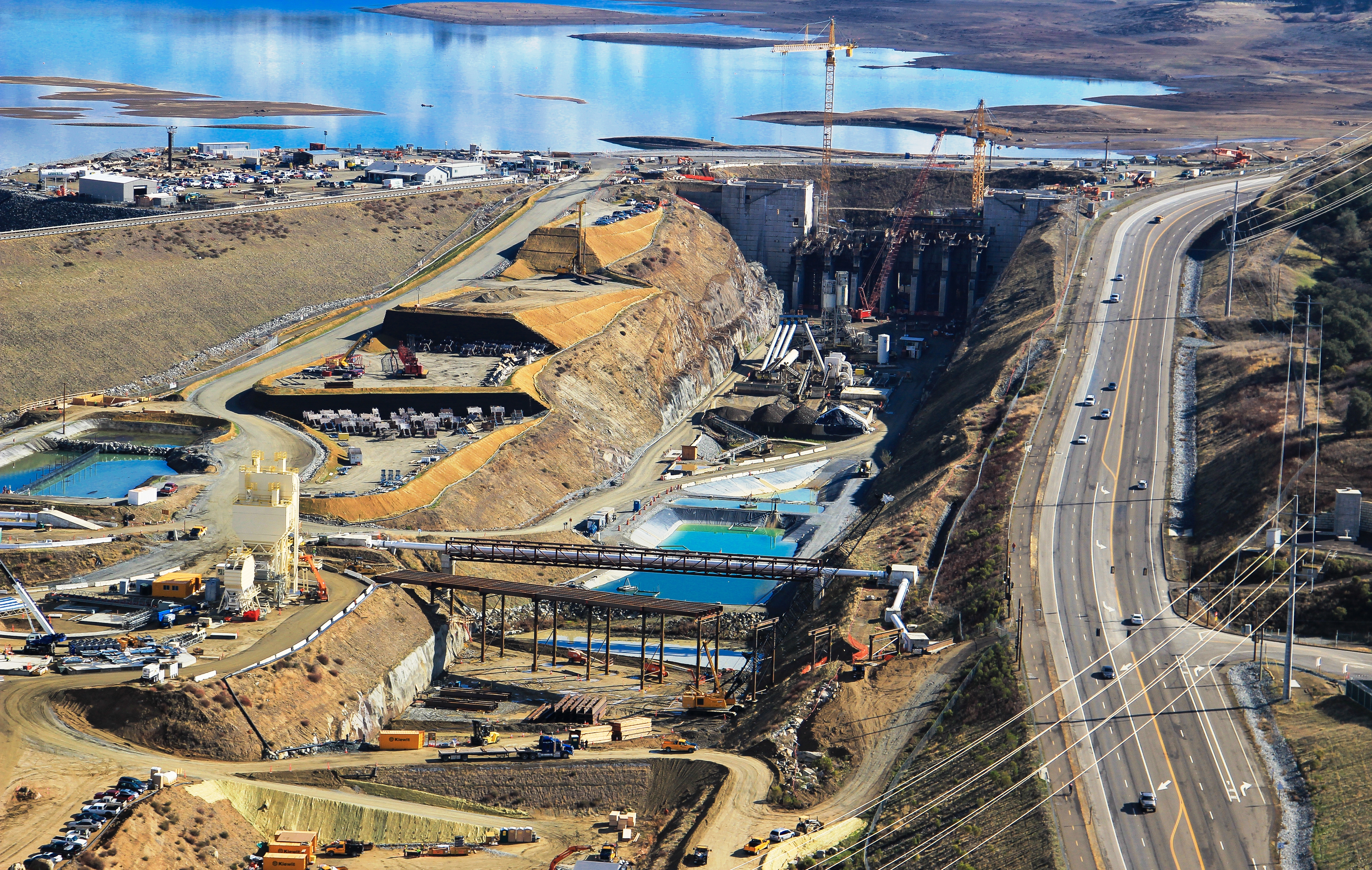
Die zweite Hochwasserentlastung während des Baus

Das Absperrbauwerk besteht aus einer Gewichtsstaumauer aus Beton mit einer Höhe von 103,6 m (340 ft) in der Mitte sowie aus Erdschüttdämmen, die sich an beiden Seiten der Staumauer daran anschließen. Die Mauerkrone liegt auf einer Höhe von 146,5 m (480,5 ft) über dem Meeresspiegel. Die Länge der Mauerkrone beträgt 426,7 m (1400 ft). Die Dicke der Staumauer liegt bei 82,3 m (270 ft) an der Basis und 11 m (36,25 ft) an der Krone. Das Volumen des verbauten Betons beträgt 894.529 m³ (1,17 Mio. cubic yards).
Die Länge des Erdschüttdamms auf der linken Seite der Staumauer beträgt 640 m (2100 ft) bei einer maximalen Höhe von 44,2 m (145 ft); die Länge des Damms auf der rechten Seite beträgt 2042 m (6700 ft) bei einer maximalen Höhe von ebenfalls 44,2 m (145 ft). Östlich des linken Staudamms befindet sich ein weiterer Erdschüttdamm (engl. Mormon Island Auxiliary Dam) mit einer Länge von 1469 m (4820 ft) und einer maximalen Höhe von 33,5 m (110 ft). Darüber hinaus gibt es noch acht weitere Dämme, deren Länge von 225,5 m (740 ft) bis 628 m (2060 ft) reicht.
Die Staumauer verfügt sowohl über eine Hochwasserentlastung als auch über einen Grundablass. Über die Hochwasserentlastung mit ihren acht Drucksegmentwehren können maximal 16.055 m³/s (567.000 cft/s) abgeleitet werden, über den Grundablass maximal 787 m³/s (27.800 cft/s).
Am 17. Juli 1995 versagte eines der Segmentwehre, als es etwas geöffnet werden sollte. Dadurch wurden plötzlich 1132 m³/s (40.000 cft/s) aus dem Stausee abgelassen. Insgesamt liefen rund 40 % des Stausees aus, bevor das Segmentwehr repariert werden konnte. Die Kosten für die Reparatur des zerstörten Segmentwehrs sowie der Überprüfung der restlichen Wehre betrugen 20 Mio. USD.
Von 2011 bis 2017 wurde eine zweite, zusätzliche Hochwasserentlastung (englisch Auxiliary Spillway) errichtet, die entlang des linken Erdschüttdamms verläuft. Die Kosten für diese Erweiterung werden mit 900 Mio. USD angegeben. Die Wehre der neuen Hochwasserentlastung liegen auf einer Höhe von 112 m (368 ft) und damit 15 m (50 ft) tiefer als die Wehre der ursprünglichen Hochwasserentlastung an der Staumauer, die auf einer Höhe von 127 m (418 ft) liegen. Die zusätzliche Hochwasserentlastung soll es ermöglichen, Überschwemmungen durch frühzeitiges, schnelles Absenken des Stauziels zu vermeiden.

## Stausee
Beim normalen Stauziel von 142 m (466 ft) erstreckt sich der Stausee über eine Fläche von rund 45,08 km² (11.140 acres) und fasst 1,19 Mrd. m³ (966.823 acre-feet) Wasser. Im Jahr 2005 wurde eine Untersuchung des Stausees durchgeführt. Dabei wurde festgestellt, dass sich der Stauraum seit dem Einstau im Jahr 1955 durch Sedimentation um 53,5 Mio. m³ (43.407 acre-feet) verringert hat. Der Stausee hat eine Länge von 45 km (28 miles). Das maximale Stauziel liegt bei 146,3 m (480 ft).

## Kraftwerk

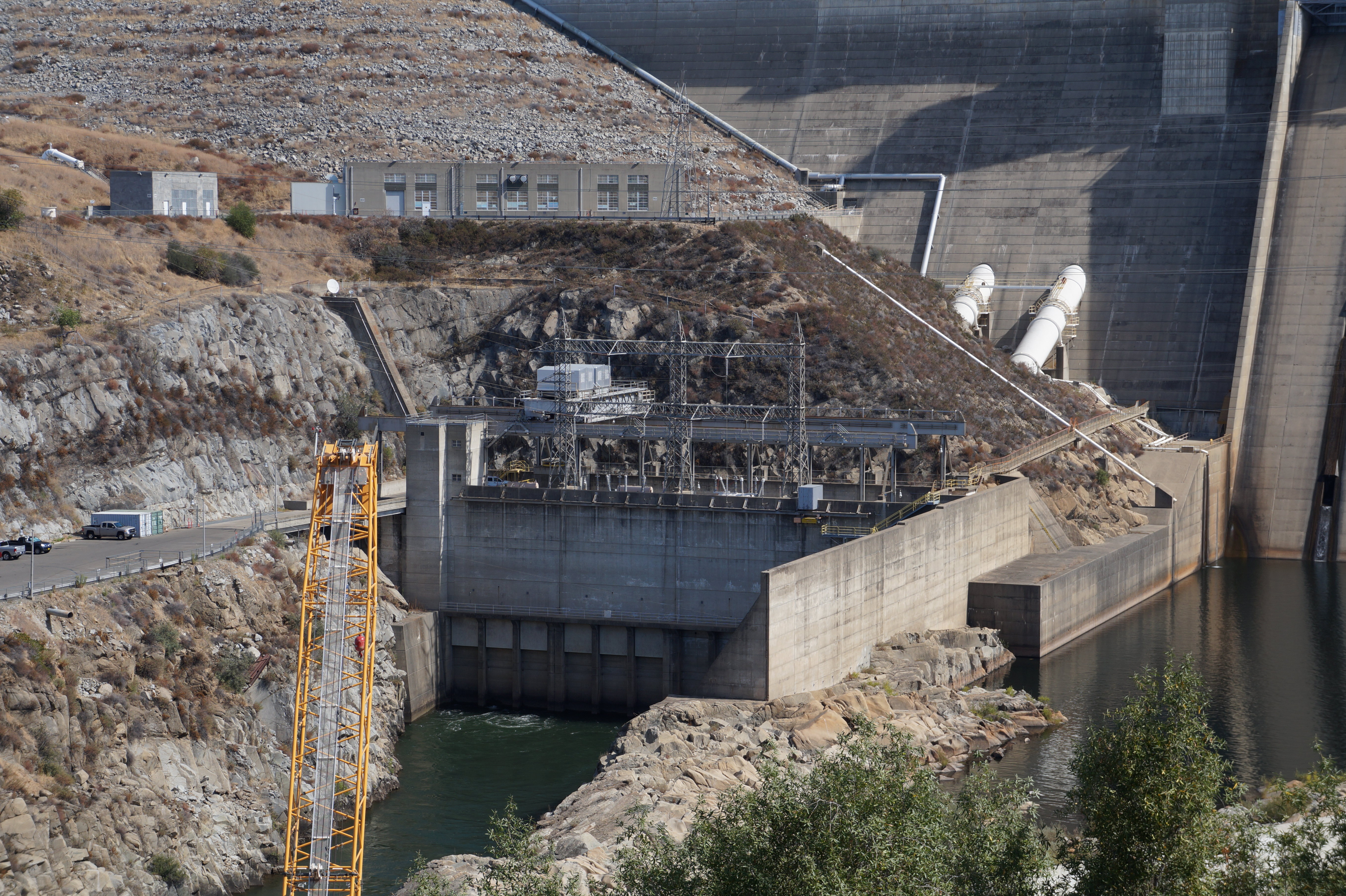
Das Maschinenhaus des Kraftwerks

Das Kraftwerk befindet sich am Fuß der Talsperre auf der rechten Flussseite. Es ging 1955 in Betrieb und dient zur Abdeckung von Spitzenlast.
Die installierte Leistung beträgt nach einer Leistungssteigerung, die 1972 durchgeführt wurde, 198,72 MW; sie lag ursprünglich bei 162 MW. Die 3 Francis-Turbinen des Kraftwerks leisten jede maximal 66,24 MW (vorher 54 MW).
Die Jahreserzeugung schwankt: sie lag 2006 bei ca. 894 Mio. kWh, während 2001 nur rund 302 Mio. kWh erzeugt wurden. Im langjährigen Durchschnitt liegt die Jahreserzeugung bei 600 Mio. kWh.
Drei Druckrohrleitungen mit einem Durchmesser von 4,5 m (15 ft) führen durch die Staumauer zum Maschinenhaus des Kraftwerks. Die Fallhöhe beträgt 91,4 m (300 ft). Der maximale Durchfluss beträgt 226,5 m³/s (8000 cft/s) für alle drei Turbinen.